# 凯迈切伊·伊姆赖
凯迈切伊·伊姆赖（匈牙利語：Kemecsey Imre，1941年2月11日—），匈牙利男子皮划艇运动员。他曾代表匈牙利参加1960年和1964年夏季奥林匹克运动会皮划艇比赛，获得一枚银牌。